# رهایی میمی
رهایی میمی (انگلیسی: The Emancipation of Mimi) دهمین آلبوم استودیویی خواننده آمریکایی R&B ماریا کری است که از طریق آیلند رکوردز در ۱۲ آوریل ۲۰۰۵ منتشر شد. این آلبوم توسط منتقدان به عنوان "آلبوم بازگشت" کری در نظر گرفته شد و به پرفروش‌ترین آلبوم او در ایالات متحده در یک دهه تبدیل شد. کری در آهنگسازی آلبوم با بسیاری از آهنگسازان و تهیه‌کنندگان در طول سال ۲۰۰۴ همکاری کرد، از جمله جرمین دوپری، اسنوپ داگ، کانیه وست، تویستا، نلی و فارل ویلیامز که بسیاری از آنها به عنوان مهمانان برجسته در آهنگ‌های منتخب ظاهر شدند.